# Mehdi Boukassi
Mohamed El Mehdi Boukassi, noto semplicemente come Mehdi Boukassi (in arabo محمد المهدي بوكاسي‎?; Sidi Bel Abbès, 15 giugno 1996), è un calciatore algerino, centrocampista del Botev Vraca.

## Carriera
Il 21 gennaio 2022 viene acquistato dalla squadra irachena dell'Al-Quwa Al-Jawiya.

## Statistiche

### Presenze e reti nei club
Statistiche aggiornate al 22 aprile 2022.
| Stagione                | Squadra                 | Campionato              | Campionato | Campionato | Coppe nazionali | Coppe nazionali | Coppe nazionali | Coppe continentali | Coppe continentali | Coppe continentali | Altre coppe | Altre coppe | Altre coppe | Totale | Totale |
| Stagione                | Squadra                 | Comp                    | Pres       | Reti       | Comp            | Pres            | Reti            | Comp               | Pres               | Reti               | Comp        | Pres        | Reti        | Pres   | Reti   |
| ----------------------- | ----------------------- | ----------------------- | ---------- | ---------- | --------------- | --------------- | --------------- | ------------------ | ------------------ | ------------------ | ----------- | ----------- | ----------- | ------ | ------ |
| 2017-2018               | Oliveirense             | LdH                     | 9          | 0          | CP+CdL          | 0+2             | 0               |                    | -                  | -                  |             | -           | -           | 11     | 0      |
| 2018-2019               | Oliveirense             | LdH                     | 15         | 0          | CP+CdL          | 0               | 0               |                    | -                  | -                  |             | -           | -           | 15     | 0      |
| Totale Oliveirense      | Totale Oliveirense      | Totale Oliveirense      | 24         | 0          |                 | 2               | 0               |                    | -                  | -                  |             | -           | -           | 26     | 0      |
| 2019-2020               | Černo More Varna        | 1L                      | 7+3        | 0+1        | CB              | 1               | 0               |                    | -                  | -                  |             | -           | -           | 11     | 1      |
| 2020-gen. 2021          | Černo More Varna        | 1L                      | 5          | 0          | CB              | 1               | 0               |                    | -                  | -                  |             | -           | -           | 6      | 0      |
| Totale Černo More Varna | Totale Černo More Varna | Totale Černo More Varna | 15         | 1          |                 | 2               | 0               |                    | -                  | -                  |             | -           | -           | 17     | 1      |
| 2021                    | T'orp'edo Kutaisi       | EL                      | 33         | 6          | CG              | 1               | 0               |                    | -                  | -                  |             | -           | -           | 34     | 6      |
| 2022                    | Al-Quwa Al-Jawiya       | PL                      | ?          | ?          |                 | -               | -               | ACL                | 3                  | 0                  |             | -           | -           | 3      | 0      |
| Totale carriera         | Totale carriera         | Totale carriera         | 72         | 7          |                 | 5               | 0               |                    | 3                  | 0                  |             | -           | -           | 80     | 7      |